# Grafschaft Coligny
Die Herrschaft Coligny-le-Neuf – im Besitz der Familie Coligny – lag in der Bresse und im Revermont (heute die Départements Ain und Jura). Sie war Bestandteil des alten Fürstentums Coligny (Principauté de Coligny oder Souveraineté du Revermont).
In feudaler Zeit hatte sich Coligny-le-Neuf freiwillig Savoyen unterworfen, wurde somit 1601 mit dem Vertrag von Lyon französisch, so wie die gesamte Bresse.

## Grafschaft und Herzogtum Coligny-le-Neuf
Die Grafschaft Coligny le Neuf wurde 1559 vom Herzog von Savoyen zugunsten von Gaspard II. de Coligny, Admiral von Frankreich (1519–1572) errichtet.
1648 wurde die Grafschaft zugunsten von Gaspard IV. de Coligny (1620–1649), einem Urenkel Gaspards II., zum Herzogtum erhoben. Siehe: Herzog von Coligny
Mit dem Tod von Henry-Gaspard de Coligny (1657), dem Enkel Gaspards III., wurde das Herzogtum wieder zur Grafschaft. Sie ging an die Familie Pillot de Chenecey, die von den alten Fürsten von Coligny abstammt.

## Grafen von Coligny
- Gaspard II. de Coligny, Graf von Coligny (1517–1572), Sohn von Gaspard de Coligny, dem Marschall von Frankreich
- François de Coligny, Graf von Coligny (1557–1591), dessen Sohn
- Henry de Coligny, Graf von Coligny (1583–1601), dessen Sohn
- Gaspard III. de Coligny, Graf von Coligny (1584–1646), dessen Bruder
- Maurice de Coligny, Graf von Coligny (1618–1644), dessen Sohn
- Gaspard IV. de Coligny, Graf von Coligny, 1648 Herzog von Châtillon (1620–1649), dessen Bruder; Marschall von Frankreich
- Henry-Gaspard de Coligny, Herzog von Châtillon (1649–1657), dessen posthumer Sohn
- Henriette und Anne de Coligny, Gräfinnen von Coligny, Töchter von Gaspard III.
- Leopold Eberhard von Württemberg, gefürsteter Graf von Mömpelgard, Graf von Coligny (1670–1723), Sohn von Anne de Coligny und Herzog Georg II. von Württemberg-Mömpelgard
- Leopoldine Eberhardine von Württemberg, Gräfin von Coligny (1697–1786), Tochter Leopold Eberhards, Ehefrau von Karl Leopold von Sandersleben (1698–1768)
- Anne Elisabeth von Sandersleben, Gräfin von Coligny (1722–1793), deren Tochter, Ehefrau von
- Thomas de Pillot de Chenecey, Graf und Markgraf von Coligny (1713–1777)

Durch diese Ehe wurden die beiden Herrschaften Coligny-le-Neuf und Coligny-le-Vieil wiedervereint. 
- Charles Ignace de Pillot de Chenecey, Graf und Markgraf von Coligny (1761–1799), dessen Sohn
- Charles François Emmanuel de Pillot de Chenecey, Graf und Markgraf von Coligny (1781–1852), dessen Sohn